# The Willoughbys
The Willoughbys is Amerikaans-Canadese animatiefilm uit 2020, geregisseerd door Kris Pearn. De film is gebaseerd op het gelijknamige kinderboek van Lois Lowry en ging op 22 april 2020 in première op de streamingplatform Netflix.

## Verhaal
De familie Willoughby bestaat uit twee ouders met vier kinderen die in een ouderwets huis wonen. De kinderen zijn ervan overtuigd dat ze beter af zijn als ze zichzelf opvoeden en verzinnen een plan om hun ouders met vakantie te laten gaan. Tijdens de afwezigheid van hun ouders krijgen ze gezelschap van een oppas en komen dan pas tot het besef wat hun ouders betekenen voor hen.

## Stemverdeling
| Personage           | Stemacteur (Engels) | Stemacteur (Nederlands) |
| ------------------- | ------------------- | ----------------------- |
| Tim Willoughby      | Will Forte          | Patrick Martens         |
| Nanny               | Maya Rudolph        | Soundos El Ahmadi       |
| Jane Willoughby     | Alessia Cara        | Vajèn van den Bosch     |
| Commandant Melanoff | Terry Crews         | Murth Mossel            |
| Vader Willoughby    | Martin Short        | Paul Groot              |
| Moeder Willoughby   | Jane Krakowski      | Tjitske Reidinga        |
| Barnabys Willoughby | Seán Cullen         | Wart Kamps              |
| Kat                 | Ricky Gervais       | Johnny Kraaijkamp jr.   |